# ムーラン＝サンテュベール
ムーラン＝サンテュベール （Moulins-Saint-Hubert）は、フランス、グラン・テスト地域圏、ムーズ県のコミューン。

## 地理
コミューンの北側と東西はアルデンヌ県と接している。

## 歴史
1139年、ローマ教皇インノケンティウス2世によって、現在のベルギーにあるサンテュベール修道院の所有となった。そこでcellam de molinsという名称が見つけられる。この名称は、付属の教会を持つ小修道院を意味している。小修道院の富は、シニー伯爵夫人アニェスが1185年前後にブランシャンパーニュの森の一部を小修道院に寄進した時に最大となった。

## 人口統計
| 1962年 | 1968年 | 1975年 | 1982年 | 1990年 | 1999年 | 2004年 | 2014年 |
| ------ | ------ | ------ | ------ | ------ | ------ | ------ | ------ |
| 155    | 156    | 149    | 163    | 173    | 157    | 164    | 174    |

参照元:1962年から1999年までは複数コミューンに住所登録をする者の重複分を除いたもの。それ以降は当該コミューンの人口統計によるもの。1999年までEHESS/Cassini、2006年以降INSEE。